# 1890 na ciência

## Nascimentos
| Data           | Nome               | Profissão | Nacionalidade                         | Observações                                                                                     | Ref               |
| -------------- | ------------------ | --------- | ------------------------------------- | ----------------------------------------------------------------------------------------------- | ----------------- |
| 14 de janeiro  | Arthur Holmes      | geólogo   | Reino Unido da Grã-Bretanha e Irlanda | m. 1965 Medalha Murchison 1940 Medalha Wollaston 1956 Medalha Penrose 1956 Prémio Vetlesen 1964 | [ 1 ] [ 2 ] [ 3 ] |
| 3 de fevereiro | Paul Scherrer      | físico    | Suíça                                 | m. 1969 Prémio Marcel Benoist 1943                                                              |                   |
| 1 de agosto    | Pierre Pruvost     | geólogo   | Terceira República Francesa           | m. 1967 Medalha Wollaston 1959                                                                  | [ 2 ]             |
| 20 de dezembro | Jaroslav Heyrovský | químico   | Reino da Boémia                       | m. 1967 Nobel de Química 1959                                                                   | [ 4 ]             |

## Mortes
| Data | Nome | Profissão | Nacionalidade | Observações | Ref |
| ---- | ---- | --------- | ------------- | ----------- | --- |

## Prémios
Medalha Copley
- Simon Newcomb[5]

Medalha Wollaston
- William Crawford Williamson[2]